# 아베 와타루
아베 와타루(阿部 渉, あべ わたる, 1967년 10월 7일 ~ )는 일본의 언론인이며 NHK 소속의 남성 아나운서이다. 1990년에 입사, 입사동기로는 다케다 신이치 아나운서이다.